# Източен Карбън
Източен Карбън (на английски: East Carbon) е град в окръг Карбън, щата Юта, САЩ. Източен Карбън е с население от 1393 жители (2000) и обща площ от 23,1 km². Намира се на 1825 m надморска височина. ЗИП кодът му е 84520, а телефонният му код е 435.